# Hironobu Takesaki
Hironobu Takesaki (竹崎博允?; Okayama, 8 luglio 1944) è un giurista giapponese, presidente della Corte suprema dal 2008 al 2014.

## Biografia
Dopo la laurea in legge all'Università di Tokyo ha frequentato anche la Columbia Law School. Rientrato in patria ha iniziato la carriera nella magistratura, arrivando a diventare giudice della Corte suprema del Giappone. In seguito al ritiro di Niro Shimada nel novembre del 2008 è stato nominato dall'imperatore Akihito Giudice Capo.
Nel marzo del 2014 ha annunciato il ritiro in ossequio della legge che impone il ritiro dalla Suprema Corte al compimento del settantesimo compleanno. Takesaki è stato sostituito alla presidenza della corte da Itsurō Terada il primo aprile.